# 马东平
马东平（1973年10月—），女，回族，中华人民共和国政治人物。现任甘肃省社会科学院社会学研究所所长，研究员。第十三、十四届全国政协委员。